# Clytie tropicalis
Clytie tropicalis là một loài bướm đêm trong họ Erebidae.